# 三字經新纂白話註解
《三字經新纂白話註解》（白話字：Sam-jū-keng Sin-chōan Pe̍k-oā Chù-kái），由余饒理編撰，台南府城聚珍堂印行，於1894年出版，是一部註解漢文蒙學《三字經》的教科書、工具書，以閩南語白話字寫成。本書內文包含原典漢字全文，逐字並列台語文讀讀音及白讀字義，以及數個字為一段的詳解。詳解講述該段文字的白話語意、背後的歷史及文化的典故、人物和背景，並偶爾旁及《聖經》故事，內容十分豐富。

## 介紹
《三字經》是東亞古代著名的蒙學讀本，用於識字。余饒理了解到有許多漢人雖然詳細研究四書五經，但總是無意研究《三字經》。雖早在幼年時期便接觸《三字經》，但許多人卻不知其真實意義。他了解本漢文經典收錄了許多關於中國歷史與前人教訓，因而盡力研究，以羅馬字編纂本書，使眾人了解漢字原文的真意與緣由。僅在台13年，便出版此書。巴克禮牧師曾表示，當時清國境內各地的漢文或地方語言都還從未出版過如此好用的參考書籍，這對學生及教師皆很有助益，對初學漢文的外國宣教師來說，亦為一本實用的工具書。本書初版印行800本，共179頁。1897年，成為教會中學必考的書籍。至1904年再版，印行2000本，以潔白紙張、布面、綢線裝訂，售價為銀圓2角5分。此書絕版後，至1987年才由日本人三出裕次設法影印再版，由岡村松子捐款印贈，共350本。因十分搶手，遂於1989年由台北南天書局再印300本發行以供需求。

## 外部連結
- 三字經新纂白話註解－台語文記憶（页面存档备份，存于）
- 白話字文獻珍藏：三字經新撰白話註解－珍本聖經數位典藏查詢系統（页面存档备份，存于）